# Gastrochilus linearifolius
Gastrochilus linearifolius là một loài thực vật có hoa trong họ Lan. Loài này được Z.H.Tsi & Garay mô tả khoa học đầu tiên năm 1996.